# Estrigon
Der Estrigon ist ein Fluss in Frankreich, der im Département Landes in der Region Nouvelle-Aquitaine verläuft. Er entspringt im Regionalen Naturpark Landes de Gascogne, im Gemeindegebiet von Le Sen, entwässert generell Richtung Südwest bis Süd und mündet nach rund 41 Kilometern im Gemeindegebiet von Campet-et-Lamolère als rechter Nebenfluss in die Midouze.

## Orte am Fluss
(Reihenfolge in Fließrichtung)
- Le Sen
- Labrit
- Brocas
- Cère
- Uchacq, Gemeinde Uchacq-et-Parentis